# Apiomorpha intermedia
Apiomorpha intermedia är en insektsart som beskrevs av Penny J. Gullan 1984. Apiomorpha intermedia ingår i släktet Apiomorpha och familjen filtsköldlöss. Inga underarter finns listade i Catalogue of Life.